# Waylon Francis
Waylon Francis est un footballeur international costaricien né le 20 septembre 1990 à Puerto Limón. Il joue au poste d'arrière gauche au CS Herediano.

## Biographie
Waylon Francis est repêché au troisième tour de la MLS SuperDraft 2005 par le Fire de Chicago.

## Palmarès
- Avec le  Costa Rica :
  - Vainqueur de la Copa Centroamericana en 2013
- Avec le  CS Herediano :
  - Champion du Costa Rica en clôture 2012 et ouverture 2013
- Avec le  Crew de Columbus :
  - Vainqueur de la Coupe MLS en 2020
  - Vainqueur de la Campeones Cup en 2021